# Lista klientów (serial telewizyjny)
Lista klientów (ang. The Client List, od 2012) – amerykański serial obyczajowy stworzony przez Suzanne Martin, powstały na podstawie filmu z 2010 roku pod tym samym tytułem. Wyprodukowany przez Fedora Films, Jaffe-Braunstein Entertainment, Sony Pictures Television i ITV Studios. Główną rolę w serialu gra Jennifer Love Hewitt.
Światowa premiera serialu miała miejsce 8 kwietnia 2012 roku na antenie Lifetime. W Polsce premiera serialu odbyła się 29 września 2013 roku na kanale AXN, a kolejne odcinki na kanale AXN White od pierwszego odcinka w środy od 2 października 2013 roku
Stacja Lifetime początkowo otrzymała 10 odcinków dla pierwszego sezonu. Dnia 7 maja 2012 stacja Lifetime ogłosiła, że drugi sezon otrzymał zamówienie na 15 odcinków, a emisja drugiego sezonu ruszuła 10 marca 2013 roku. Stacja Lifetime ogłosiła anulowanie serialu.

## Opis fabuły
Serial opowiada o losach Riley Parks (Jennifer Love Hewitt), która po rozstaniu z mężem popada w kłopoty finansowe. Aby utrzymać siebie i dwójkę dzieci, kobieta rozpoczyna pracę jako masażystka w spa. Szybko dowiaduje się, że w salonie potajemnie świadczone są również inne usługi. Od tej pory Riley prowadzi podwójne życie.

## Obsada

### Główni
- Jennifer Love Hewitt jako Riley Parks (z domu Montgomery)
- Loretta Devine jako Georgia Cummings-Clemens[7]
- Colin Egglesfield jako Evan Parks[8]
- Rebecca Field jako Lacey Jean-Locklin[9]
- Alicia Lagano jako Selena Ramos[10]
- Brian Hallisay jako Kyle Parks
- Cybill Shepherd jako Lynette Montgomery[11]
- Naturi Naughton jako Kendra (I sezon)[12]
- Kathleen York jako Jolene (I sezon)[13]
- Laura-Leigh jako Nikki Shannon (II sezon)

### Pozostali
- Tyler Champagne jako Travis Parks
- Cassidy Guetersloh jako Katie Parks
- Greg Grunberg as Dale Locklin
- Elisabeth Röhm jako Taylor Berkhalter[14]
- Bart Johnson jako Beau Berkhalter
- Rob Mayes jako Derek Malloy (II sezon)
- T.V. Carpio jako Shelby Prince; oficer policji (II sezon)
- Michael Beach jako Harold Clemens (II sezon)
- Brian Howe jako sędzia Overton (II sezon)
- Marco Sanchez jako Graham Sandoval (II sezon)
- Johnathon Schaech jako Greg Carlyle; właściciel klubu ze striptizem (II sezon)
- Desi Lydic jako Dee Ann (I sezon)
- Brian Kerwin jako Garrett; były narzeczony Lynette (I sezon)
- Jon Prescott jako doktor Mark Flemming; samotny wdowiec, który zaprosił Riley na randkę (I sezon)

## Spis odcinków
| Światowa premiera | Polska premiera | N/o | Angielski tytuł                     |
| ----------------- | --------------- | --- | ----------------------------------- |
| SERIA PIERWSZA    |                 |     |                                     |
| 08.04.2012        | 29.09.2013      | 01  | The Rub of Sugarland                |
| 15.04.2012        | 09.10.2013      | 02  | Turn the Page                       |
| 22.04.2012        | 16.10.2013      | 03  | Tough Love                          |
| 29.04.2012        | 23.10.2013      | 04  | Ring True                           |
| 06.05.2012        |                 | 05  | Try, Try Again                      |
| 13.05.2012        |                 | 06  | The Cold Hard Truth                 |
| 20.05.2012        |                 | 07  | Life of Riley                       |
| 03.06.2012        |                 | 08  | Games People Play                   |
| 10.06.2012        |                 | 09  | Acting Up                           |
| 17.06.2012        |                 | 10  | Past Is Prologue                    |
| SERIA DRUGA       |                 |     |                                     |
| 10.03.2013        |                 | 11  | Till I Make it On My Own            |
| 17.03.2013        |                 | 12  | Who's Cheatin' Who?                 |
| 24.03.2013        |                 | 13  | Cowboy Up                           |
| 31.03.2013        |                 | 14  | My Main Trial Is Yet to Come        |
| 07.04.2013        |                 | 15  | Hell on Heels                       |
| 14.04.2013        |                 | 16  | Unanswered Prayers                  |
| 21.04.2013        |                 | 17  | I Ain't Broke But I'm Badly Bent    |
| 28.04.2013        |                 | 18  | Heaven's Just a Sin Away            |
| 05.05.2013        |                 | 19  | Save A Horse, Ride A Cowboy         |
| 12.05.2013        |                 | 20  | What Part of No                     |
| 19.05.2013        |                 | 21  | I Miss Back When                    |
| 02.06.2013        |                 | 22  | When I Say I Do                     |
| 09.06.2013        |                 | 23  | Whatever it Takes                   |
| 16.06.2013        |                 | 24  | What Kind of Fool Do You Think I Am |
| 16.06.2013        |                 | 25  | Wild Nights are Calling             |